# Job Degenaar

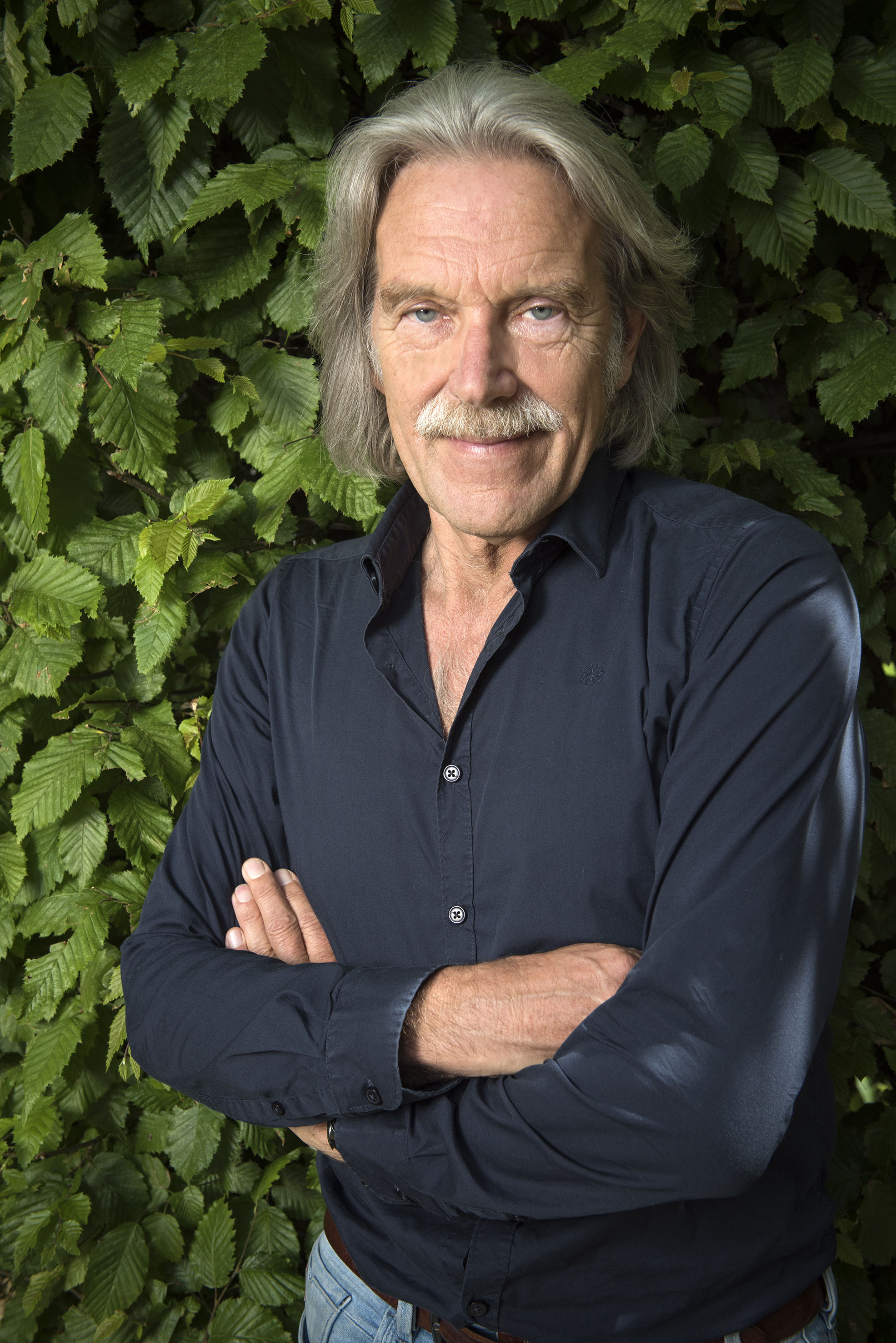
Foto: Chris van Houts

Jacobus (Job) Degenaar (Dubbeldam, 1952) is een Nederlandse dichter en vertaler. Hij bracht zijn jeugd door op het Eiland van Dordrecht, met een korte onderbreking in Zeist (1967-1969, Christelijk Jongensinternaat). Hij studeerde in 1983 af in de Neerlandistiek, hoofdrichting Moderne Letterkunde aan de Universiteit van Amsterdam. Hij was tevens docent Nederlands voor hoogopgeleide, anderstalige volwassenen (ROC van Flevoland) en was en is actief binnen PEN. Hij was tien jaar voorzitter van Writers in Prison Committee van PEN Nederland en is sinds 2017 voorzitter van PEN Emergency Fund. Is ook docent poëzie bij Schrijversvakschool Groningen.

## Poëzie
- Bericht voor gelovigen, De Beuk, Amsterdam 1976 (s.d.)
- Het wak, U.M. Holland, De Windroosreeks nr. 98, Haarlem 1980
- ’t Vlak ligt klaar, Opwenteling, Eindhoven 1989
- Jerzy Koch, Linia przypływu (Vloedlijn), een bloemlezing van Job Degenaars poëzie, University of Wrocław Press, 1991 Wrocław
- De helderheid van morgens, Thomas Rap, Amsterdam 1992
- Van de arena en het lastdier, Thomas Rap, Amsterdam 1995
- Dus dit is zomer, Thomas Rap, Amsterdam 1998
- Huisbroei, Thomas Rap, Amsterdam 2003
- Handkussen van de tijd, Liverse, Dordrecht 2009 (derde, uitgebreide druk 2013)
- Een onschuldige dag, gedicht met inkjetprent van Gerrit Westerveld Kleinood & Grootzeer, Bergen op Zoom 2011
- Vluchtgegevens (met cd waarop de auteur 17 gedichten voorleest, Bordeauxreeks nr. 5, Liverse Dordrecht 2011
- Ich bin/I am, drietalige gedichten (Ned-Dui-Eng),vertaling: Fred Schywek, Annmarie Sauer en Willem Groenewegen, World Internet Books, Duisburg/Rhein 2012
- Hertenblues, Liverse, Dordrecht 2017
- Wat zag de Lemster Toer?, gedichten en liedteksten, Liverse, Dordrecht 2018
- Handkussen van de tijd, vierde gewijzigde druk, Liverse, Dordrecht 2021
- Bijeengezwegen, Liverse, Dordrecht 2021

## Beeld en taal
- Thorleif (poëzie bij snapshots van Thorleif Cooke), Liverse, Dordrecht 2015
- Het orakel van Parijs (beeldverhaal bij het werk van Monica Maat), Liverse, Dordrecht 2015
- Het fonkelt in 't dok Lemmer en omgeving (bij beeldend werk van Lammert Sloothaak) Liverse, Dordrecht 2016

## Vertalingen / bloemlezingen
- Job Degenaar, Jan Donkers, Rob van Essen, Blackbird Singing - liedteksten en gedichten van Paul McCartney, Thomas Rap/De Bezige Bij, Amsterdam 2002
- Job Degenaar en  Annmarie Sauer, Achtzig - bloemlezing uit het werk van Reiner Kunze, Liverse, Dordrecht 2015

- Digitale Bibliotheek voor de Nederlandse Letteren: dege002
- Gemeinsame Normdatei: 172039401
- International Standard Name Identifier: 0000 0000 5294 2922
- Library of Congress Control Number: n93080754
- Nationale Bibliotheek van Polen: a0000001151745
- Nederlandse Thesaurus van Auteursnamen: 073332275
- Virtual International Authority File: 163205423